# Wormaldia hyperion
Wormaldia hyperion là một loài Trichoptera trong họ Philopotamidae. Chúng phân bố ở miền Ấn Độ - Mã Lai.